# Жарки
Жарки (пољ. Żarki) је град у Пољској у Војводству Шлеском у Повјату myszkowski. Према попису становништва из 2011. у граду је живело 4.483 становника.

## Становништво
Према прелиминарним подацима са пописа, у граду је 2011. живело 4.483 становника.
| 2002. | 2011. | 2012. |
| ----- | ----- | ----- |
| 4.416 | 4.483 | 4.461 |